# Rubén Alcaraz
Rubén Alcaraz (Barcelona, 1991. május 1. –) spanyol labdarúgó, a Cádiz középpályása.

## Pályafutása
Alcaraz a spanyolországi Barcelona városában született. Az ifjúsági pályafutását a Bon Pastor, a Barcelona és az Espanyol csapatában kezdte, majd a Damm akadémiájánál kezdte.
2009-ben mutatkozott be a Horta felnőtt keretében. 2010 és 2015 között a Gramenetnél, a Pratnál, és a L’Hospitaletnél szerepelt. 2015-ben a másodosztályban szereplő Girona szerződtette. A 2017–18-as szezonban az Almería csapatát erősítette kölcsönben. 2018-ban az első osztályban érdekelt Valladolidhoz írt alá. 2022 januárja és júniusa között a Cádiznál szerepelt kölcsönben. 2022. július 1-jén kétéves szerződést kötött a Cádiz együttesével. Először a 2022. szeptember 10-ei, Barcelona ellen 4–0-ra elvesztett mérkőzés 72. percében, Fede San Emeterio cseréjeként lépett pályára. Első gólját 2023. január 6-án, a Valencia ellen idegenben 1–0-ás győzelemmel zárult találkozón szerezte meg.

## Statisztikák
2023. április 9. szerint
| Klub                 | Szezon   | Osztály          | Bajnokság | Bajnokság | Kupa és Ligakupa | Kupa és Ligakupa | Nemzetközi | Nemzetközi | Összesen | Összesen |
| Klub                 | Szezon   | Osztály          | Meccs     | Gól       | Meccs            | Gól              | Meccs      | Gól        | Meccs    | Gól      |
| -------------------- | -------- | ---------------- | --------- | --------- | ---------------- | ---------------- | ---------- | ---------- | -------- | -------- |
| Girona               | 2015–16  | Segunda División | 25        | 2         | 0                | 0                | —          | —          | 25       | 2        |
| Girona               | 2016–17  | Segunda División | 24        | 6         | 1                | 0                | —          | —          | 25       | 6        |
| Girona               | Összesen | Összesen         | 49        | 8         | 1                | 0                | 0          | 0          | 50       | 8        |
| Almería (kölcsönben) | 2017–18  | Segunda División | 41        | 9         | 1                | 0                | —          | —          | 42       | 9        |
| Valladolid           | 2018–19  | La Liga          | 34        | 3         | 1                | 0                | —          | —          | 35       | 3        |
| Valladolid           | 2019–20  | La Liga          | 27        | 2         | 1                | 0                | —          | —          | 28       | 2        |
| Valladolid           | 2020–21  | La Liga          | 30        | 1         | 3                | 1                | —          | —          | 33       | 2        |
| Valladolid           | 2021–22  | Segunda División | 14        | 1         | 2                | 0                | —          | —          | 16       | 1        |
| Valladolid           | Összesen | Összesen         | 105       | 7         | 7                | 1                | 0          | 0          | 112      | 8        |
| Cádiz (kölcsönben)   | 2021–22  | La Liga          | 14        | 2         | 1                | 0                | —          | —          | 15       | 2        |
| Cádiz                | 2022–23  | La Liga          | 22        | 3         | 0                | 0                | —          | —          | 22       | 3        |
| Cádiz                | Összesen | Összesen         | 36        | 5         | 1                | 0                | 0          | 0          | 37       | 5        |
| Összesen             | Összesen | Összesen         | 231       | 29        | 10               | 1                | 0          | 0          | 241      | 30       |